# Riežupes sandstenshuler
Riežupes sandstenshuler (lettisk: Riežupes smilšu alas) er menneskeskabte hulelabyrinter i hvid sandsten i Riežupes Naturpark, cirka fem kilometer nordligt for Kuldīga i det vestlige Letland. Ifølge opmålinger foretaget i 1999 er den samlede længde af hulelabyrinterne på 351 meter, mens de var på omkring 2 kilometer i 1939. Store dele af de tidligere hulegange er styrtet sammen, og flere indgange er også styrtet sammen. Riežupes sandstenshuler udgør det længste hulesystem i Letland, og lufttemperaturen i hulerne ligger på + 8° celsius hele året.
Hulesystemet påbegyndtes i det 18.- og 19. århundrede, hvor den hvide sandsten blev udvundet til glasfremstilling. Udgravningen ophørte i 1939. Hulerne blev benyttet som gemmested for de revolutionære under Den Russiske Revolution 1905.